# Марокански кипарис
Мароканският кипарис (Cupressus atlantica) е вид растение от семейство Кипарисови (Cupressaceae). Видът е застрашен от изчезване.

## Разпространение
Разпространен е в Мароко.